# 巴伦西亚领地
巴伦西亚领地（西班牙語：Señorío de Valencia），又称巴伦西亚公国（Principado de Valencia），是罗德里戈·迪亚斯·德·比瓦尔（熙德）在巴伦西亚城及其周边地区建立的国家，存在于1094年—1102年。